# Ayuna Miyashima
Ayuna Miyashima (2008) es una deportista japonesa que compite en ciclismo en la modalidad de BMX estilo libre. Ganó una medalla de oro en el Campeonato Mundial de Ciclismo Urbano de 2024, en la prueba de flatland.

## Medallero internacional
| \| Campeonato Mundial \| Campeonato Mundial \| Campeonato Mundial \| Campeonato Mundial \| \| Año \| Lugar \| Medalla \| Competición \| \| ------------------ \| ------------------ \| ------------------ \| ------------------ \| \| 2024 \| Abu Dabi (EAU) \| Medalla de oro \| Flatland \| |                |                |             |
| Campeonato Mundial |                |                |             |
| Año | Lugar          | Medalla        | Competición |
| 2024 | Abu Dabi (EAU) | Medalla de oro | Flatland    |